# Nội các Hun Sen
Thành viên của Hội đồng Bộ trưởng Campuchia thứ 5 (tiếng Khmer: គណៈរដ្ឋមន្ត្រី អាណត្តិ ទី 5) đã tuyên thệ nhậm chức vào ngày 24 tháng 9 năm 2013. Đây cũng là Hội đồng Bộ trưởng thứ tư của Thủ tướng Hun Sen, người đã lãnh đạo Chính phủ Campuchia từ năm 1998. Tất cả các Bộ trưởng của Nội các đều thuộc cầm quyền Đảng Nhân dân Campuchia.
Thành viên Nội các được Thủ tướng giới thiệu và được Quốc vương bổ nhiệm.
| Chức vụ                                                                    | Tên | Tên               | Nhậm chức  | Rời chức   | Đảng |
| -------------------------------------------------------------------------- | --- | ----------------- | ---------- | ---------- | ---- |
| Thủ tướng                                                                  |     | Hun Sen           | 24/09/2013 | tại nhiệm  | CPC  |
| Phó Thủ tướng Bộ trưởng Văn phòng Hội đồng Bộ trưởng                       |     | Sok An            | 24/09/2013 | 15/03/2017 | CPC  |
| Phó Thủ tướng Bộ trưởng Văn phòng Hội đồng Bộ trưởng                       |     | Bin Chhin         | 16/03/2017 | tại nhiệm  | CPC  |
| Phó Thủ tướng Bộ trưởng Bộ Nội vụ                                          |     | Sar Kheng         | 24/09/2013 | tại nhiệm  | CPC  |
| Phó Thủ tướng Bộ trưởng Bộ Quan hệ với Quốc hội - Thượng viện và Thanh tra |     | Men Sam An        | 24/09/2013 | tại nhiệm  | CPC  |
| Phó Thủ tướng Bộ trưởng Bộ Quốc phòng                                      |     | Tea Banh          | 24/09/2013 | tại nhiệm  | CPC  |
| Phó Thủ tướng Bộ trưởng Cung điện Hoàng gia                                |     | Kong Sam Ol       | 24/09/2013 | tại nhiệm  | CPC  |
| Phó Thủ tướng                                                              |     | Hor Namhong       | 24/09/2013 | tại nhiệm  | CPC  |
| Phó Thủ tướng                                                              |     | Bin Chhin         | 24/09/2013 | tại nhiệm  | CPC  |
| Phó Thủ tướng                                                              |     | Yim Chhaily       | 24/09/2013 | tại nhiệm  | CPC  |
| Phó Thủ tướng                                                              |     | Ke Kim Yan        | 24/09/2013 | tại nhiệm  | CPC  |
| Bộ trưởng Bộ Nông, Lâm, Ngư nghiệp                                         |     | Ouk Rabun         | 24/09/2013 | 05/04/2016 | CPC  |
| Bộ trưởng Bộ Nông, Lâm, Ngư nghiệp                                         |     | Veng Sakhon       | 05/04/2016 | tại nhiệm  | CPC  |
| Bộ trưởng Bộ Dịch vụ công dân                                              |     | Pich Bun Thin     | 24/09/2013 | tại nhiệm  | CPC  |
| Bộ trưởng Bộ Thương mại                                                    |     | Sun Chanthol      | 24/09/2013 | 05/04/2016 | CPC  |
| Bộ trưởng Bộ Thương mại                                                    |     | Pan Sorasak       | 05/04/2016 | tại nhiệm  | CPC  |
| Bộ trưởng Bộ Lễ nghi và Tôn giáo                                           |     | Min Khin          | 24/09/2013 | 05/04/2016 | CPC  |
| Bộ trưởng Bộ Lễ nghi và Tôn giáo                                           |     | Him Chhem         | 05/04/2016 | tại nhiệm  | CPC  |
| Bộ trưởng Bộ Văn hóa và Nghệ thuật                                         |     | Phoeung Sakona    | 24/09/2013 | tại nhiệm  | CPC  |
| Bộ trưởng Bộ Giáo dục,Thanh niên và Thể thao                               |     | Hang Chuon Naron  | 24/09/2013 | tại nhiệm  | CPC  |
| Bộ trưởng Bộ Kinh tế và Tài chính                                          |     | Aun Porn Moniroth | 24/09/2013 | tại nhiệm  | CPC  |
| Bộ trưởng Bộ Môi trường                                                    |     | Say Sam Al        | 24/09/2013 | tại nhiệm  | CPC  |
| Bộ trưởng Bộ Ngoại giao và Hợp tác Quốc tế                                 |     | Hor Namhong       | 24/09/2013 | 05/04/2016 | CPC  |
| Bộ trưởng Bộ Ngoại giao và Hợp tác Quốc tế                                 |     | Prak Sokhon       | 05/04/2016 | tại nhiệm  | CPC  |
| Bộ trưởng Bộ Y tế                                                          |     | Mam Bun Heng      | 24/09/2013 | tại nhiệm  | CPC  |
| Bộ trưởng Bộ Công nghiệp và Thủ công nghiệp                                |     | Cham Prasidh      | 24/09/2013 | tại nhiệm  | CPC  |
| Bộ trưởng Bộ Thông tin                                                     |     | Khieu Kanharith   | 24/09/2013 | tại nhiệm  | CPC  |
| Bộ trưởng Bộ Tư pháp                                                       |     | Ang Vong Vathna   | 24/09/2013 | tại nhiệm  | CPC  |
| Bộ trưởng Bộ Lao động và Đào tạo nghề Campuchia                            |     | Ith Sam Heng      | 24/09/2013 | tại nhiệm  | CPC  |
| Bộ trưởng Bộ Quản lý đất đai, Quy hoạch Đô thị và Xây dựng                 |     | Im Chhun Lim      | 24/09/2013 | 05/04/2016 | CPC  |
| Bộ trưởng Bộ Quản lý đất đai, Quy hoạch Đô thị và Xây dựng                 |     | Chea Sophara      | 05/04/2016 | tại nhiệm  | CPC  |
| Bộ trưởng Bộ Mỏ và Năng lượng                                              |     | Suy Sem           | 24/09/2013 | tại nhiệm  | CPC  |
| Bộ trưởng Bộ Kế hoạch                                                      |     | Chhay Than        | 24/09/2013 | tại nhiệm  | CPC  |
| Bộ trưởng Bộ Bưu chính và Viễn thông                                       |     | Prak Sokhon       | 24/09/2013 | 05/04/2016 | CPC  |
| Bộ trưởng Bộ Bưu chính và Viễn thông                                       |     | Tram Iv Tek       | 05/04/2016 | tại nhiệm  | CPC  |
| Bộ trưởng Bộ Giao thông Công chính                                         |     | Tram Iv Tek       | 24/09/2013 | 05/04/2016 | CPC  |
| Bộ trưởng Bộ Giao thông Công chính                                         |     | Sun Chanthol      | 05/04/2016 | tại nhiệm  | CPC  |
| Bộ trưởng Bộ Phát triển Nông thôn                                          |     | Chea Sophara      | 24/09/2013 | 05/04/2016 | CPC  |
| Bộ trưởng Bộ Phát triển Nông thôn                                          |     | Ouk Rabun         | 05/04/2016 | tại nhiệm  | CPC  |
| Bộ trưởng Bộ Xã hội, Cựu chiến binh và Cải tạo thanh niên                  |     | Vong Soth         | 24/09/2013 | tại nhiệm  | CPC  |
| Bộ trưởng Bộ Du lịch                                                       |     | Thong Khon        | 24/09/2013 | tại nhiệm  | CPC  |
| Bộ trưởng Bộ Tài nguyên nước và Khí tượng                                  |     | Lim Kean Hor      | 24/09/2013 | tại nhiệm  | CPC  |
| Bộ trưởng Bộ Công tác Phụ nữ                                               |     | Ing Kantha Phavi  | 24/09/2013 | tại nhiệm  | CPC  |